# (33853) 2000 HB53
2000 HB53 (asteroide 33853) é um asteroide da cintura principal. Possui uma excentricidade de 0.17328470 e uma inclinação de 5.37912º.
Este asteroide foi descoberto no dia 29 de abril de 2000 por LINEAR em Socorro.